# Cristina Leonardon
Cristina Lenardon (Jesi, 1989. március 21.  –) olasz kézilabdázó. Mind terem–, mind strandkézilabdában olasz válogatott kézilabda-játékos.
Lenardon édesanyja eredetileg cingoli, édesapja pedig trieszti volt.
Cristina Lenardon végzettségét tekintve ügyvéd. 2021 márciusában négy évre megválasztották az Olasz Kézilabda Szövetség játékos bizottságának vezetőjévé, ebben a minőségében nagy hangsúlyt kíván helyezni a női sportolók egyenlőségének biztosítására.

## Teremkézilabda
Lenardon pályafutását az első ligás (Seria 1) G.S. Ariosto Pallamano Ferrara klubnál kezdte. 2010-ben a nemzeti kézilabda-bajnokságban vetélytárs Comitel Vigasio klubra váltott. A klubváltást követően lett az olasz kézilabda-válogatott tagja. Miután a Vigasio 2011-ben kiesett az első ligából, Leonardon is egy biztos jövőt kínáló, új csapatot keresett. Az Esercito-FIGH Futura Romát választotta, másnéven a Perspektiva csapatot, csakúgy mint a legtöbb válogatott játékos, így olyan erősek voltak az olasz bajnokságban, hogy nem volt ellenük esélye egy csapatnak sem. Ezt követően a szlovén bajnokság első osztályában játszottak más balkáni országok csapatai ellen. Céljuk a Rio de Janeiro-i 2016-os olimpiára való kvalifikáció volt, ez azonban nem sikerült. Lenardon két év elteltével elhagyta a Perspektiva csapatát, és 2013-ban a Polisportiva Cingolihoz igazolt.
2013-ban a nemzeti válogatott szineiben a Mediterrán Játékokon nyolcadik helyezést értek el. A Ferrara, a Vigasio és a Futura csapatával összesen négyszer vett részt Európa Kupa versenyeken, jelentős eredmények elérése nélkül. Legjobb eredménye az EHF Challenge kupában a Vigasióval való negyeddöntőbe kerülése volt a 2010/2011-es szezonban.

## Strandkézilabda
Strandkézilabdában, az ötös olasz válogatott fogatba, Lenardon először a 2013-as Európa-Bajnokságon került be Randersben, Dániában. Négy évvel később a Zágráb melletti Jarun-tónál 15 csapat közül a tizenegyedik helyet érték el. Hasonlóan gyengére sikerült a 2019-es Európa-bajnokság a lengyelországi Stare Jabłonkiban, ahol Lenardon és olasz együttese a induló 20 csapatból a 14. helyet szerezte meg.  A védőként mind a tíz mérközésen kezdő volt, és csak négy pontot szereztek.

## Fordítás
Ez a szócikk részben vagy egészben  a   Cristina Leonardon című német Wikipédia-szócikk ezen változatának fordításán alapul.  Az eredeti cikk szerkesztőit annak laptörténete sorolja fel. Ez a jelzés csupán a megfogalmazás eredetét és a szerzői jogokat jelzi, nem szolgál a cikkben szereplő információk forrásmegjelöléseként.